# Ващук Ольга Петрівна
Ольга Петрівна Ващук (29 травня 1978, Великий Обзир) — голова Камінь-Каширської районної державної адміністрації з березня 2021 року.

## Біографія
Ольга Ващук народилася в 1978 році в селі Великий Обзир Камінь-Каширського району. З 1998 року вона працювала вчителькою Камінь-Каширської ЗОШ № 2, одночасно в 2001 році закінчила Волинський державний університетза спеціальністю вчитель початкових класів. У грудні 2002 році Ольга Ващук перейшла на роботу провідним спеціалістом районного центру соціальних служб для молоді, а в березні 2003 року стала головним спеціалістом відділу організаційної та кадрової роботи Камінь-Каширської районної державної адміністрації. У червні 2005 року Ольгу Ващук призначили керівником апарату Камінь-Каширської районної адміністрації. Паралельно у 2014 році вона здобула другу вищу освіту за спеціальністю «державна служба» в Львівському регіональному інституті державного управління Національної академії державного управління при Президентові України. У січні 2021 року Ольгу Ващук призначили заступником голови Камінь-Каширської міської ради, утім вже 23 березня 2021 року Президент України Володимир Зеленський призначив Ольгу Ващук головою Камінь-Каширської районної державної адміністрації.